# Jorden var rund
Jorden var rund är ett musikalbum av Christopher Sander. Albumet släpptes 26 mars 2014 och är uppföljare till artistens solodebut Hej hå!. 

## Låtlista
1. Den bottenlösa kärleken
2. Kokong
3. Jorden var rund
4. Oliver
5. Om du ropar
6. Ljuvligt ljus (med Tuva Novotny)
7. Tiger
8. Hunden
9. Mamma (med Nicolai Dunger)
10. Ett drömmande barn
11. Laurie & Lou
12. Oro

## Musiker
- Christopher Sander
- Jari Haapalainen
- Daniel Bingert
- Johan Holmegard
- Andreas Söderström
- Rebecka Törnqvist
- Tomas Hallonsten
- Nicolai Dunger
- Tuva Novotny
- Sarasvati Shrestha Karlsson
- Andreas Jeppsson